# Symphony in Waves
Symphony is Waves is de eerste symfonie van de Amerikaanse componist Aaron Jay Kernis.
Kernis vond in eerste instantie (zoals meerdere componisten uit de 20e eeuw) de symfonie een verouderd genre binnen de klassieke muziek; het zou niet passen binnen de 20e-eeuwse muziek. Echter het begon daarom een uitdaging te worden om wel een symfonie te componeren, modern van opzet maar teruggrijpend op de "oude" beginselen. Voordat hij aan dit genre begon, had hij wel een flink aantal werken opgeleverd, die als symfonisch gedicht of soortgelijke aanduiding konden worden omschreven.

## Delen
1. Continunous waves (circa 10 minuten)
2. Scherzo (4)
3. Still movement (16)
4. Intermezzo (2)
5. Finale (7)

## Muziek
De componist legde uit dat het geen programmatische muziek is, maar dat het uitgangspunt van zijn gevoel over golven in water en lucht vertaald zijn naar muziek. Het eerste deel is duidelijk gebaseerd op de golven aan het strand, crescendo en decrescendo laten de muziek op het strand stromen en dan weer terug. Als de muziek zich helemaal terugtrekt is het deel ten einde. Deel 2 is een intermezzo en lijkt met de onderwerp niets te maken te hebben. Het deel heeft een slot, waarbij in de slotmaten ineens een honky-tonkachtig loopje in begeleiding naar voren komt en net zo snel weg is als het gekomen is.
Deel 3 is het centrale deel van het werk. De strijkers worden in het begin bijgestaan door buisklokken, hetgeen de muziek een dreigend karakter geeft. De muziek blijft onrustig totdat een enorme rust intreedt. Een pianopassage, normaliter rustgevend bouwt door de instrumentatie spanning op die uitmondt in een vloedgolf aangewakkerd door tamtam. Na deze golf wordt de muziek weer rustig, doch er volgt nog een minder hevige golf. Deel 4 is wederom een intermezzo.
In deel 5 komt de onrust uit het gehele stuk weer terug.

### Stijl
De muziek is in moderne stijl geschreven. Dat Kernis les heeft gehad van John Adams is hier en daar hoorbaar. In deel 1 zitten passage die qua ritmiek doen terugdenken aan Adams muziek uit de jaren 80 (The chairman dances), maar ook de strakke ritmiek van Steve Reich is dan hoorbaar, voorafgegaan door de voor Philip Glass typische akkoordenopbouw. Dat zou er op kunnen wijzen dat de muziek behoort tot de stijl minimal music, maar dat is slechts in enkele fragmenten het geval.

## Orkestratie
- 1 dwarsfluit, tevens piccolo, 2 hobo's, tevens althobo, 1 klarinet (Es- en basklarinet, 2 fagotten waaronder een contrafagot
- 3 hoorns, 1 piccolotrompet, geen trombones en/of tuba
- percussie, piano met celesta en
- minimaal 6 eerste violen, 6 tweede violen, 4 altviolen, 4 celli en 2 contrabassen.

Het werk is geschreven in opdracht van het Saint Paul Chamber Orchestra, dat slechts twee delen uitvoerde. De eerste uitvoering van het totale werk kwam op naam van Gerard Schwarz met het New York Chamber Symphony 92nd Street Y op 9 november 1991, waarna zij het werk ook direct opnamen.

## Discografie
- Uitgave Cedille: Grand Park Orchestra o.l.v. Carlos Kalmar
- Uitgave Argo: New York Chamber Symphony o.l.v. Gerard Schwarz